# Tanaorhinus kina
Tanaorhinus kina är en fjärilsart som beskrevs av Swinhoe 1893. Tanaorhinus kina ingår i släktet Tanaorhinus och familjen mätare. Inga underarter finns listade i Catalogue of Life.

## Bildgalleri

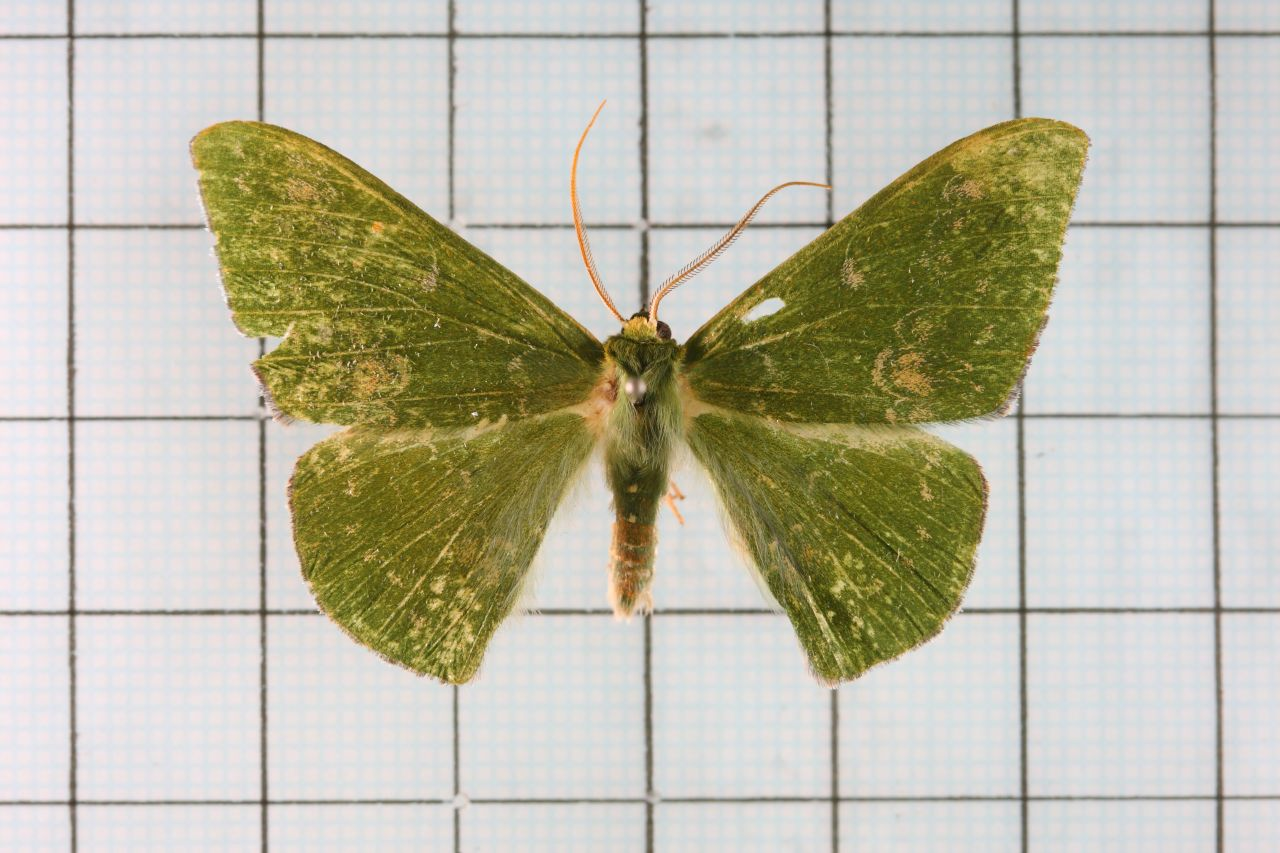
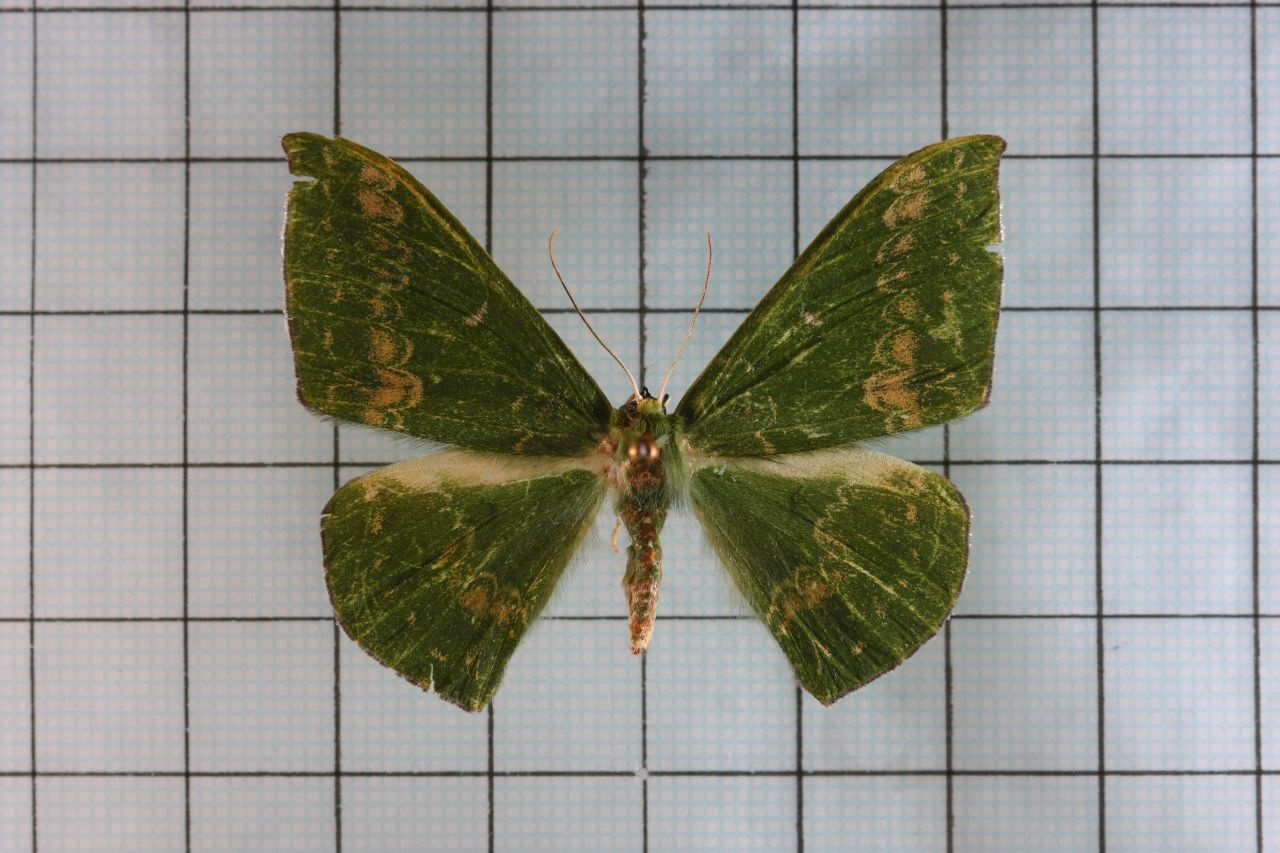